# Carex siderosticta
Carex siderosticta là một loài thực vật có hoa trong họ Cói. Loài này được Hance mô tả khoa học đầu tiên năm 1873.

## Hình ảnh

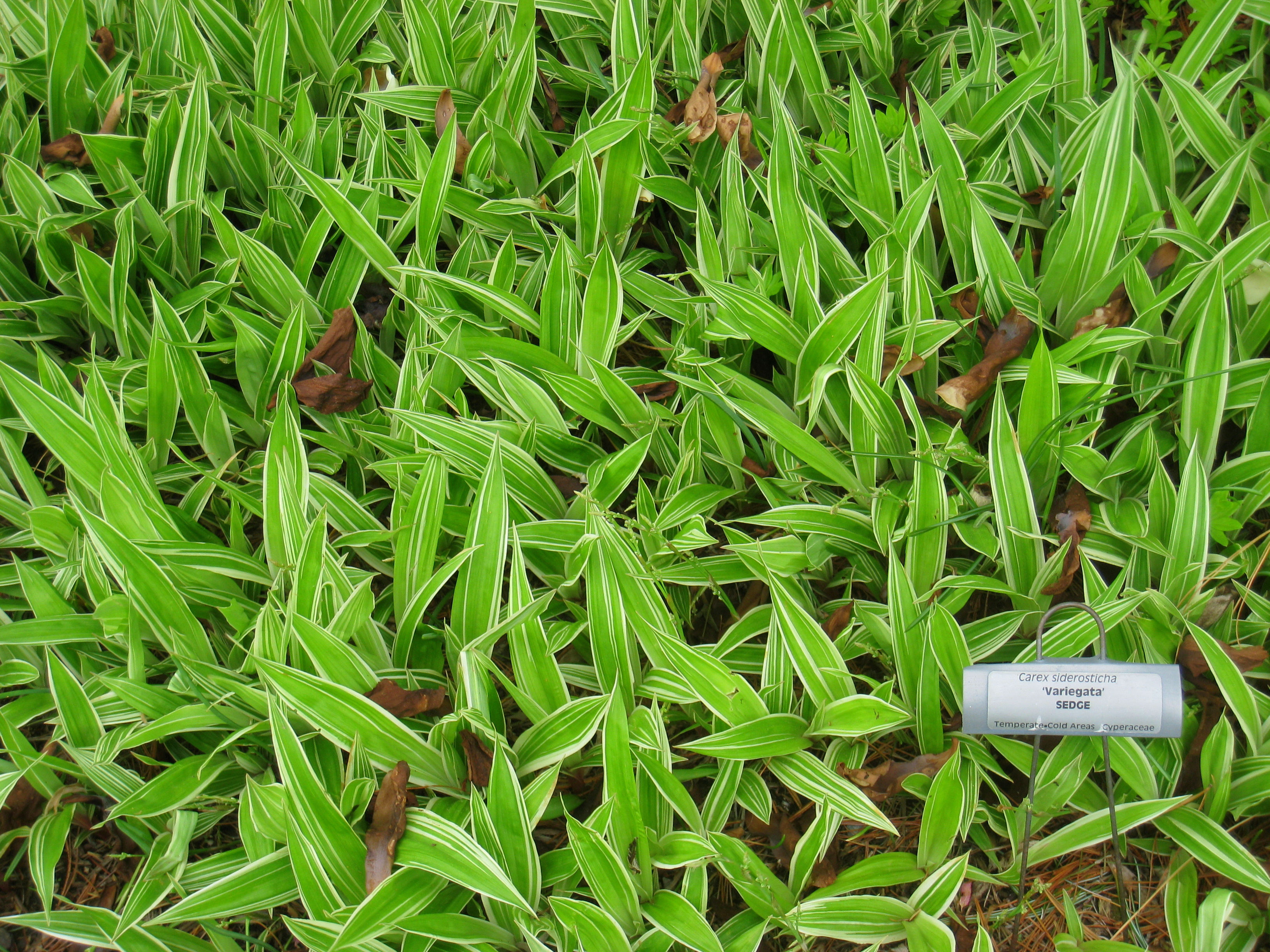